# Downdetector
Downdetector je internetová stránka, která uživatelům v reálném čase poskytuje informace o dostupnosti a případných výpadcích různých internetových stránek a služeb. Byla založena v roce 2012 Tomem Sandersem a Sanderem van de Graafem.
Informace, které stránka poskytuje, stránka získává díky hlášením uživatelů, kteří přímo na webu stránky Downdetector ohlašují případné problémy (typicky problémy s připojením nebo načítáním obsahu). Kromě toho hlášení o problémech s dostupností služeb získává z údajů získávaných na sociální síti X. Stránka Downdetector poskytuje také vizualizaci regionů, ve kterých jsou výpadky konkrétních služeb hlášeny.
V srpnu 2018 byla stránka zakoupena společností Ookla, která provozuje webovou stránku Speedtest.net.
Služba je dostupná pro celkem 45 zemí světa a je provozována v různých jazycích včetně češtiny (downdetector.cz).